# Menuet sur le nom d'Haydn
Le Menuet sur le nom d'Haydn op. 65 est une œuvre musicale de Vincent d'Indy écrite pour piano, composée dans le cadre de l'ouvrage collectif Hommage à Joseph Haydn impulsé par Jules Écorcheville pour la Revue musicale S.I.M. afin de célébrer le centenaire en 1909 de la mort de Joseph Haydn.

## Présentation
L'Hommage à Joseph Haydn est une commande de Jules Écorcheville pour la Revue musicale de la Société Internationale de Musique et son numéro spécial consacré à Haydn à l'occasion du centenaire de la mort du compositeur autrichien. Outre d'Indy, participent à cette livraison Claude Debussy, Maurice Ravel, Paul Dukas, Reynaldo Hahn et Charles-Marie Widor. 
La partition de Vincent d'Indy est composée en 1909, publiée dans la revue sous le titre de « Menuet » en janvier 1910, puis la même année en édition séparée par Durand sous le titre de « Menuet sur le nom d'Haydn » avec le numéro de catalogue « opus 65 ».

## Création
La création se déroule à la salle Pleyel le 11 mars 1911 en compagnie des autres œuvres constituant l'Hommage à Joseph Haydn, dans le cadre d'un concert de la Société nationale de musique, avec Ennemond Trillat au piano.

## Analyse
L’œuvre est construite autour d'un motif imposé, bâti sur la transposition en notes du nom de Haydn, « H.A.Y.D.N. » (si.la.ré.ré.sol).  

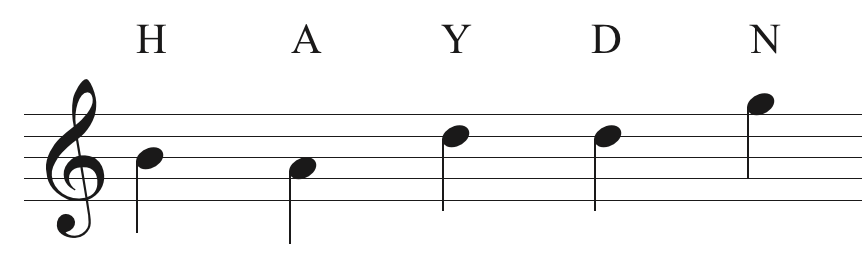
Motif musical sur le nom de Haydn utilisé par Vincent d'Indy.

Le procédé consiste, tel le motif BACH, à donner aux lettres de l'alphabet une correspondance sous forme de notes de musique : c'est un cryptogramme musical (ou une anagramme musicale selon la terminologie du musicologue Jacques Chailley). La « clé » utilisée, qualifiée « d'allemande » par Jacques Chailley, dans le sens où le si naturel n'est pas représenté par un « B » comme en anglais mais par un « H » (selon la désignation des notes de musique en fonction de la langue), peut se visualiser ainsi :      
| do | ré | mi | fa | sol | la | si |
| -- | -- | -- | -- | --- | -- | -- |
| –  | –  | –  | –  | –   | A  | Bb |
| C  | D  | E  | F  | G   | I  | H  |
| J  | K  | L  | M  | N   | O  | P  |
| Q  | R  | S  | T  | U   | V  | W  |
| X  | Y  | Z  |    |     |    |    |

À l'instar du choix de Ravel, d'Indy adopte pour sa contribution le nom et le mouvement du menuet, en sol majeur.
Guy Sacre souligne que la pièce « ne manque pas d'ironie dans ses cadences, d'humour dans ses croisements de mains, de piquant dans ses détours harmoniques. Le trio, plus précautionneux, dévide un fil de triolets, d'une main dans l'autre ». 
La durée d'exécution moyenne de l’œuvre est de trois minutes environ. 

## Discographie
- Hommage à Joseph Haydn, Hommage à Albert Roussel, Hommage à Gabriel Fauré, Margaret Fingerhut (piano), Chandos Records, CHAN 8578, 1988.
- Hommage à Joseph Haydn, Manfred Wagner-Artzt (piano), Gramola 98831, 2008.
- Vincent d'Indy, Piano Works Volume 3, Michael Schäfer (piano), Genuin 10178, 2010.
- Origins, Ivana Gravić (piano), Rubicon RCD 1038, 2019[10].

### Éditions
- Hommage à Joseph Haydn : Six pièces pour piano-forte, Revue musicale mensuelle de la S.I.M., 15 janvier 1910[2].
- Vincent d'Indy, Menuet sur le nom d'Haydn, Durand & Cie, 1910[3].

### Ouvrages
- Guy Sacre, La musique de piano : dictionnaire des compositeurs et des œuvres, vol. I (A-I), Paris, Robert Laffont, coll. « Bouquins », 1998, 2998 p. (ISBN 2-221-05017-7), p. 1465.
- Michel Duchesneau, L'Avant-garde musicale et ses sociétés à Paris de 1871 à 1939, Paris, Éditions Mardaga, 1997, 352 p. (ISBN 2-87009-634-8).

### Articles
- Jacques Chailley, « Anagrammes musicales et "langages communicables" », Revue de musicologie, vol. 67, no 1,‎ 1981, p. 69–79 (lire en ligne, consulté le 22 septembre 2020).

### Thèse
- (en) Jean-Philippe Soucy, Six French composers’ homage to Haydn : an analytical comparison enlightening their conception of tombeau, McGill University, 2009 (lire en ligne).